# Ректасцензия
Ректасцензията (α) е астрономически термин за една от двете координати на точка от небесната сфера при използване на екваториалната координатна система. Другата координата в тази система се нарича деклинация.
Ректасцензията е подобна на географската дължина, измерена от отправна точка, известна като точка на пролетното равноденствие. Измерва се в часове, минути и секунди, като е пряко свързана със звездното време. Ректасцензия от един час е равна на 15 градуса отклонение, ректасцензия от една минута е равна на 15 ъглови минути и от една секунда — на 15 ъглови секунди. Друга мярка, ползвана в навигацията, е звездният часови ъгъл, който се измерва в западна посока, за разлика от ректасцензията, която се мери на изток.
Ректасцензията може да се използва, както за да се определи положението на една звезда, така и да се определи колко време ще отнеме на звезда да достигне меридиана на дадена точка. Например, ако звезда с α = 01:30:00 се намира във даден меридиан, то звезда с α = 20:00:00 ще дойде в меридиана след 18,5 звездни часа.
Точният термин за Ректасцензия на български език е Право изгряване. Прието е в мореплаването като превод от руския термин Прямое восхождение.